# Carl Claus
Carl Friedrich Wilhelm Claus (ur. 2 stycznia 1835 w Kassel, zm. 18 stycznia 1899 w Wiedniu) – niemiecki zoolog, profesor anatomii porównawczej.

## Życiorys
Studiował na Uniwersytecie w Marburgu, a następnie na Uniwersytecie w Gießen, gdzie jednym z jego wykładowców był Rudolf Leuckart, wybitny niemiecki zoolog i parazytolog. Od 1855 należał do korporacji akademickiej Corps Hasso-Nassovia Marburg. Naukę kontynuował w Würzburgu, Getyndze i Wiedniu, a po jej ukończeniu rozpoczął pracę w Stacji Biologii Morskiej w Trieście. Jego specjalnością były badania drobnych skorupiaków, wprowadził nową klasyfikację tej grupy zwierząt. Podczas badań tworzył termin fagocytów określający komórki zdolne do wewnętrznego trawienia komórek krwi, tj. do fagocytozy. W 1863 został profesorem zoologii na Uniwersytecie w Marburgu, w 1870 w Getyndzie, a w 1873 na Uniwersytecie Wiedeńskim. Jednym z jego studentów, a także współpracowników był początkujący wówczas filozof Sigmund Freud, który pod jego kierunkiem przeprowadził badanie nad strukturą jąder węgorzy. W późniejszej karierze Freud powracał do tego doświadczenia tworząc teorię o biseksualizmie człowieka. Dużą część badań Carl Claus prowadził, aby rozwinąć Teorię Darwina, którą uważał za szereg nierozwiązanych kwestii.

## Prace naukowe
- "Die freilebenden Copepoden" /1863/;
- "Beiträge zur Kenntnis der Ostracoden" /1868/;
- "Grundzüge der Zoölogie" /1868/;
- "Ueber den Bau und die Entwicklung der Cumaceen" /1870/;
- "Die Metamorphose der Squilliden" /1872/;
- "Ueber die Entwicklung Organisation und systematische Stellung der Arguliden" /1875/;
- "Lehrbuch der Zoölogie" (6th ed., 1897; trans. into English, under the title of Text-book of Zoölogy, by Claus and Sedgwick, London, 1897);